# Osuské
Osuské je obec v okrese Senica na Slovensku. Katastr obce sousedí s obcemi Jablonica, Hradište pod Vrátnom, Prietrž a Hlboké. V obci je římskokatolický kostel Všech Svatých postavený pravděpodobně v letech 1619–1631 v renesančním stylu, později přestavěn do barokního stylu a kaple svatého Bartoloměje z roku 1738.

## Historie
První písemná zmínka o vesnici Osuské pochází z roku 1262.
Obec Osuské se rozprostírá na úpatí Malých Karpat. Původní osada Ropov vznikla pravděpodobně na katastrálním území v honu Pod kostelíkem, naproti současné zahrádkářské osadě Opendáky, u řeky Myjava. Stála na rozmezí katastrů nynějších obcí Osuské a Prietrž na bažinaté půdě. V této oblasti, kde má řeka Myjava mělké dno, se často řeka vylévala ze svého koryta. Proto se osadníci rozhodli přestěhovat na suché, výše položené území. Toto území nazvali Osušina. Bylo to asi kolem roku 1100. V 13. století obec patřila do majetků rodu Kunta a pod názvem Oszusz patřila hradnímu panství v Hlohovci. Majiteli zde byly rody Pállfyů a Apponyiů.
Později byla obec přejmenována. Její jméno bylo Aszós, Osuska a od roku 1853 Oszuszkó. Dnešní název Osuské obec dostala v roce 1920.
K obci patří osady Ropov, Paseka a v roce 1636 založená osada Rásnik, což byla původně panská zahrada, kterou za dobré služby dostal od Pálffyů sluha Juraj Barcaj.
Obec byla rozdělena na dvě části, severní strana nazývaná také Erdúcka spadala pod hrad Branč a jižní strana Korlátska pod hrad Korlátko. Každá část měla svého rychtáře i bubeníka. V roce 1852 měla obec 910 obyvatel. Z toho 27 domácností bylo poddanských a 26 podružských. Většina obyvatelstva byla římskokatolického vyznání, čtyřicet obyvatel bylo židovského vyznání.
Podle církevních záznamů byl kostel postaven v letech 1619–1631, ale v obecní kronice se nachází údaj, ze kterého vyplývá, že v obci existoval katolický kostel již před rokem 1468. V kostele se nachází zděný varhanní chór s datováním 1844. Dva boční oltáře pocházejí z konce 18. století. Byla to lidová řezbářská práce s nikou, v níž byly plastiky z počátku 20. století, kamenná barokní křtitelnice lupenitého tvaru je ze druhé poloviny 18. století. Kostel je uprostřed oploceného hřbitova, některé zachované náhrobky pocházejí z 18. století. Zastupujícím správcem katolické fary Osuské byl během svého správcovství fary v Prietrži v letech 1805–1815 i kněz a spisovatel Jozef Ignác Bajza. Na začátku obce v části Výhony se nachází zákonem chráněná staletá lípa.

## Přírodní poměry
V katastrálním území obce Osuské se nachází vodní nádrž Osuské. Vodní plocha má rozlohu 8 ha a slouží především k rybolovu. Tok Myjavy a přilehlé břehové porosty jsou chráněny jako přírodní památka Rieka Myjava.

## Pamětihodnosti
- Kaple sv. Bartoloměje z roku 1666, kterou dali postavit Jan a Juraj Ďuriš
- Sochu Panny Marie dala postavit Anna Malatinská
- Sochu sv. Vendelína dal postavit Juraj Lukáček roce 1867 za to, že mu neuhynul žádný dobytek
- Sochu sv. Trojice dal postavit Ján Jarás s manželkou, protože neměli děti
- Sochu sv. Floriána dal postavit Albert Karell
- Kříž na vrchu dala postavit rodina Malatinských
- Židovský hřbitov za řekou Myjavou, který je ale ve špatném stavu, zarostlý křovinami

## Rodáci
- V Osuském se narodil Emanuel Lehocký (1876 – 1930) – zakladatel Slovenské sociálnědemokratické strany Uherska v roce 1905 a první předseda jejího výkonného výboru, který se podílel na přípravě Deklarace slovenského národa vyhlášené 30. října 1918 v Turčianském Svätém Martinu a byl zvolen členem výkonného výboru Slovenské národní rady. V letech 1920 až 1925 byl senátorem Národního shromáždění ČSR.
- Ing. Štefan Janšák (1886 – 1972) vědec-archeolog, stavební odborník, diplomat, spisovatel a významný státní úředník letech 1918 – 1948, byl např. tajemníkem Prozatímní vlády vedené Vavro Šrobárem v roce 1918, pověřencem SNR po roce 1945.